# Macrotina satanas
Macrotina satanas är en skalbaggsart som beskrevs av Paul Norbert Schürhoff 1933. Macrotina satanas ingår i släktet Macrotina och familjen Cetoniidae. Inga underarter finns listade i Catalogue of Life.